# Єлена Лазаревич
Єлена Лазаревич (серб. кир.: Јелена Лазаревић; 1365/1366 — 1443), також відома Єлена Балшич Храніч або Єлена Балшич — середньовічна сербська принцеса, дочка сербського принца Лазаря та принцеси Міліці Неманич. Регентка Зети. Відома як письменниця в епістолярній літературі, зокрема в листуванні з Никоном з Єрусалима, монахом у монастирі Гориця на Скадарському озері (Чорногорія).

## Ім'я

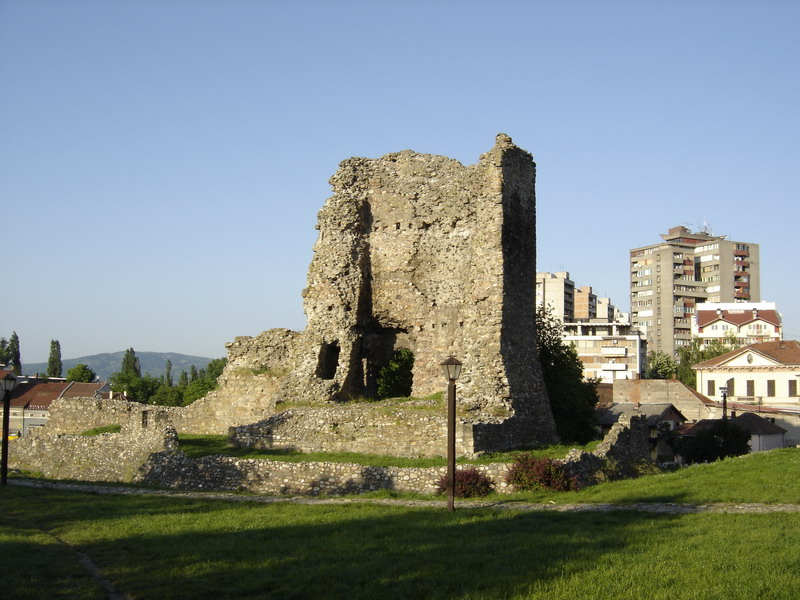
Замок фортеці Крушевац

Єлену називали «Леді Лена» або «Навчена» (Учена). У деяких англійських джерелах її згадують як Гелен. Її називали Єленою Лазаревич через знатну родину батька. На підставі шлюбу з Джуражем II Балшичем її називали Єленою Балшич, тоді як через шлюб із Сандалем Храніч її іноді називали Єленою Балшич-Храніч або Єленою Храніч.

## Життєпис
Єлена народилася в 1365 або 1366 році як третя дочка сербської принцеси Міліці та сербського Лазаря. Її мати належала до династії Неманичів, тоді як її батько був засновником династії Лазаревичів. Він створив Моравську Сербію, найбільшу і найпотужнішу державу, що виникла з руїн Сербської імперії.Єлена народилася в Прилепці, а дитинство провела в Крушеваці, де прожила, поки не стала дружиною Джураджа II Балшича у 1386 році. В 1387 народила єдиного сина на ім'я Балша III У Балші III було троє дітей, син, ім'я якого невідоме, і дві дочки Єлена та Теодора. Його син помер у дуже молодому віці в 1415 р. У 1424 році дочка Бальші Єлена стала дружиною Степана Вукчича Косачу і матір'ю королеви Боснії Катерини та Владислава Герцеговича.

### Шлюб з Джуражем II Балшичем

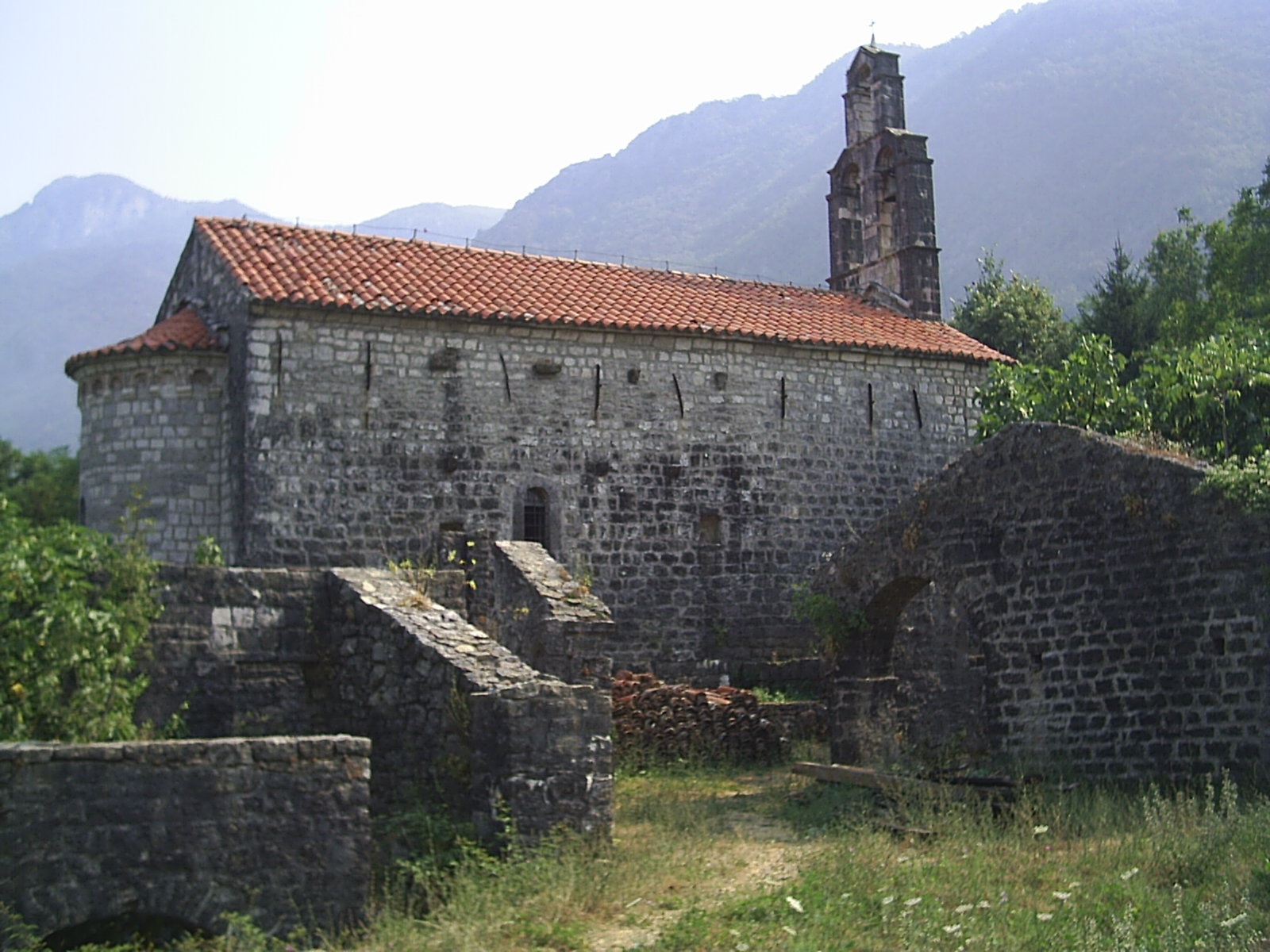
Монастир Донжі Брчелі в Барі заснувала Єлена Балшич

В 1386 або 1387 Єлена Лазаревич стала дружиною Джураджа II Балшича. Після цього шлюбу сюзеренітет Лазаря Сербського був прийнятий у більшості, якщо не у всій Зеті =. Коли на початку 1392 року султан направив армію для вторгнення на землі Джураджа II, Єлена вирушила до Республіки Рагуза (нині Дубровник). 1 червня 1392 року сенат Рагузи вирішив надіслати галеру, щоб відвезти її до міста. Джурадж був схоплений османами в жовтні 1392 і звільнений лише після того, як погодився поступитися їм Скутарі. Йому вдалося захопити місто в 1395 р., але згодом він продав його венеційцям разом з прилеглими фортецями.
Єлена твердо виступала проти про-венеційської політики Джураджа II та його продажу Скутарії та інших міст венеційцям. Їй не подобалися венеційці, оскільки вони перешкоджали контактам між Зетанською православною митрополією та Пецьким патріархатом, відрізали православні монастирі навколо Скадарського озера від доходів, на які вони мали законне право, та проводили агресивну торгову політику, яка значно зменшила прибутки Зети. Єлена мала значний вплив на те, як Бальша III керував Зетою. Оскільки він був неповнолітнім, коли успадкував трон, вона фактично керувала Зетою як його регентка. У суперечці між венеційцями та зетанським митрополитом, призначеним Пецьким патріархатом, Бальша III виконував її вказівки та захищав давні права сербської церкви.

#### Перша скутарська війна

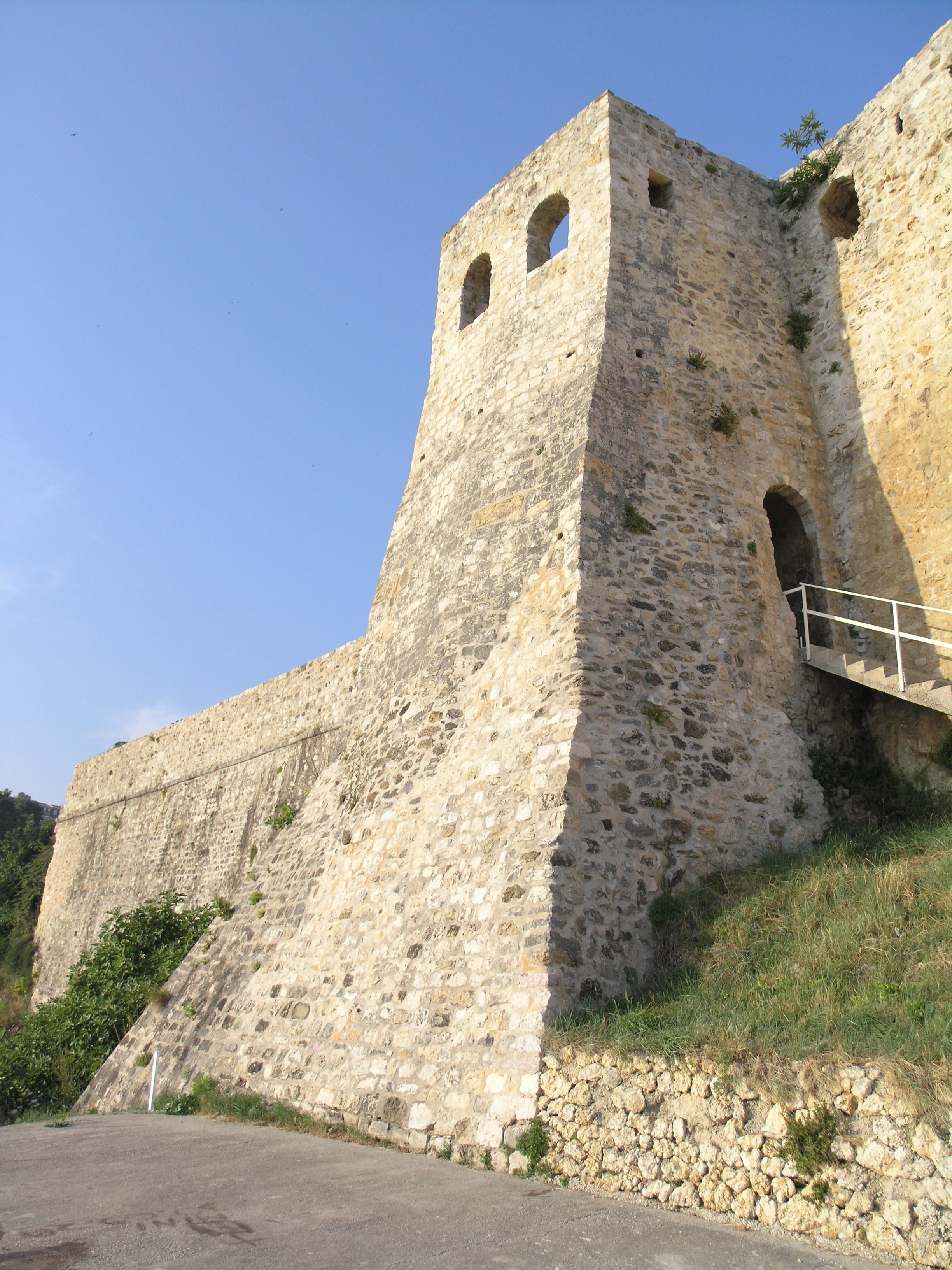
Стіна Ульциня, резиденція Джураджа II

У 1405 році Бальша III за підтримки Єлени розпочав десятирічну війну проти Венеції.. На початку війни Бальші вдалося захопити всю область Скутарії, за винятком Скутарської фортеці. Венеційці пропонували винагороду в 2000 дукатів кожному, хто зміг вбити і Бальшу, і Єлену. Коли венеційці у свою чергу захопили Бар, Ульцинь та Будву, три найважливіші порти Зети, Бальша та Єлена втекли з Ульциня до замку Дриваст.
У 1409 р. Єлена вирішила поїхати до Венеції, щоб особисто домовитись про мир. Наприкінці травня вона прибула до Рагузи, але довелося чекати майже два місяці, оскільки господарі попередили її, що в Адріатичному морі перебувають неаполітанські галери. 9 липня 1409 року, поки вона ще чекала в Рагузі, завоювавши узбережжя Далмації, венеційці ще більше посилили свій вплив та владу в районі Адріатичного моря, що ускладнило переговорну позицію Єлени. Коли вона нарешті наприкінці липня прибула до Венеції, вона була фінансово спустошена через тривале плавання. Венеційці повинні були підтримувати її трьома дукатами на день під час переговорів, які тривали протягом наступних трьох місяців. 26 жовтня 1409 р. була підписана річна мирна угода з венеційським дожем Мікеле Стено без жодних територіальних змін для кожної зі сторін.

### Шлюб із Сандалем Гранічем

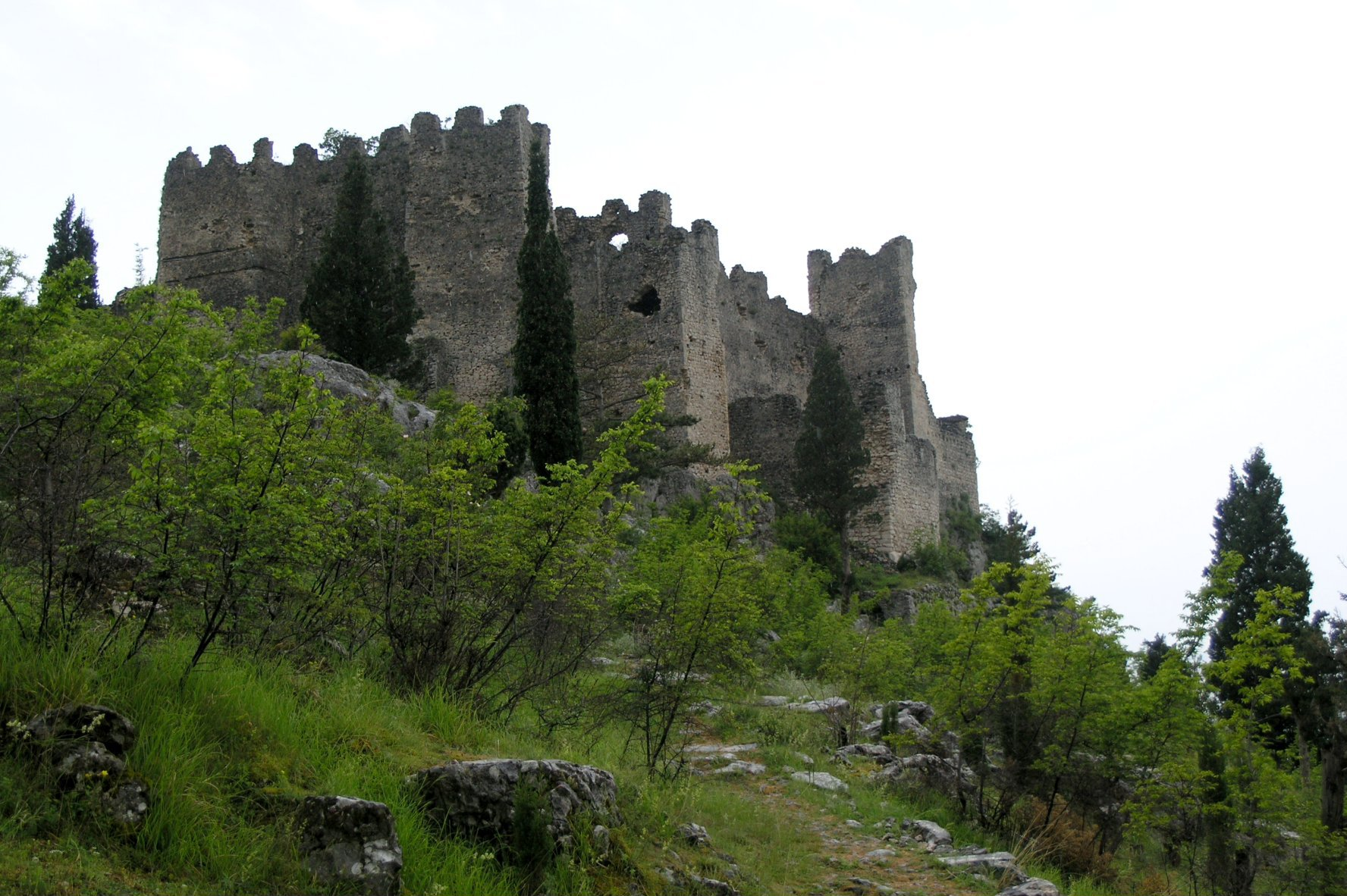
Благай, суд Сандаля Хранича, куди Єлена пішла жити після того, як вийшла за нього заміж

Коли Ладислав Неаполітанський продав свої права на Королівство Далмація Венеційській республіці і відступив з Балкан в 1409 році, багато місцевих дворян об'єдналися з імператором Священної Римської імперії Сигізмундом і прийняли Остоя королем Боснії. У грудні 1411 року Сандалій розлучився зі своєю дружиною Катаріною і наприкінці того ж року одружився з сестрою Стефана Єленою. Єлена вступила в шлюб з Сандалем, бажаючи зміцнити становище сина. Цим шлюбом Санджал, найнебезпечніший ворог Бальші III, став його вітчимом і захисником. Хоча це зіпсувало стосунки Сандаля з Хрвоєм, воно також зміцнило традиційно тісні стосунки з родиною Лазаревичів. Хоча Єлені було 40 років, Сандалій сподівався, що вони матимуть дітей, і в 1413 році вклав трохи грошей у місті Рагуза на трансакційний рахунок для дитини, яку вони врешті матимуть.
Єлена поїхала жити зі своїм чоловіком при його дворі в Благаї в Герцеговині, тоді як Бальша залишився єдиним губернатором Зети. У своєму другому шлюбі, укладеному в 1412 р. або на початку 1413 р., Бальша III одружився з Болею, дочкою Коджі Захарії, яка була лордом Саті і Дагнума в Албанії.
Починаючи з 1424 року, Єлена провела значну частину року при дворі у супроводі сестри Олівери.

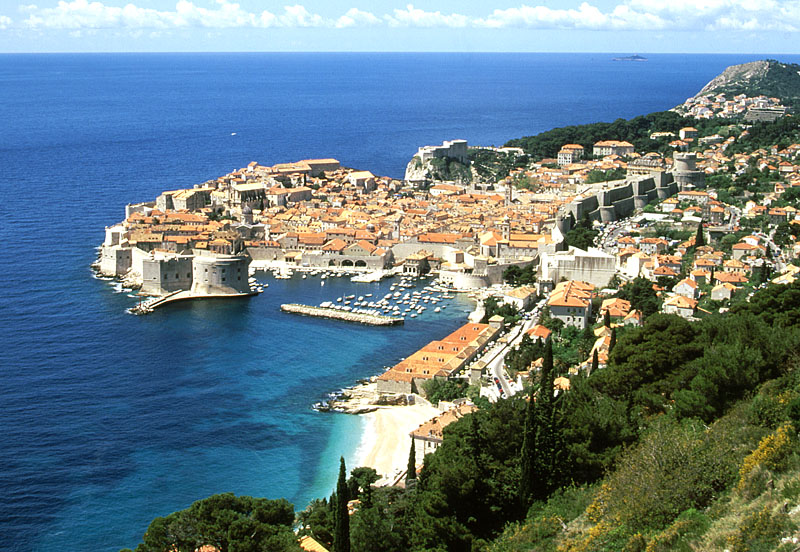
Дубровник

На початку лютого 1426 року в Дубровнику Єлена та Сандаль були присвячені спеціальній церемонії, коли вони відвідали свято Святого Влахо (Святого Влаза), покровителя міста. Єлену мали намір поховати у церкві, яку вона побудує в Дубровнику. Спочатку Дубровник був зацікавлений прийняти її бажання за умови, що вона допоможе їм взяти під контроль Нові, його суперника в торгівлі сіллю. Ось чому Дубровник запропонував Сандалю побудувати православну церкву та дім для старих та хворих людей у 1434 році. Сандал помер у 1435 р.. Його наступником став його племінник Степан Вукчич Косача, який був сином брата Сандаля Вукача. Після смерті Сандаля Єлена не втручалася в управління сферою, яку раніше контролював її чоловік, а поїхала жити на узбережжі моря, Нові. У вересні 1435 року Єлена попросила жителів Рагуса дозволити їй побудувати церкву в Дубровнику, в якій буде її могила. Оскільки обставини змінились після смерті Сандаля, рагусяни відхилили прохання Єлени, хоча це підтримав її племінник, сербський деспот Джурадж Бранкович.

### Горіцький збірник

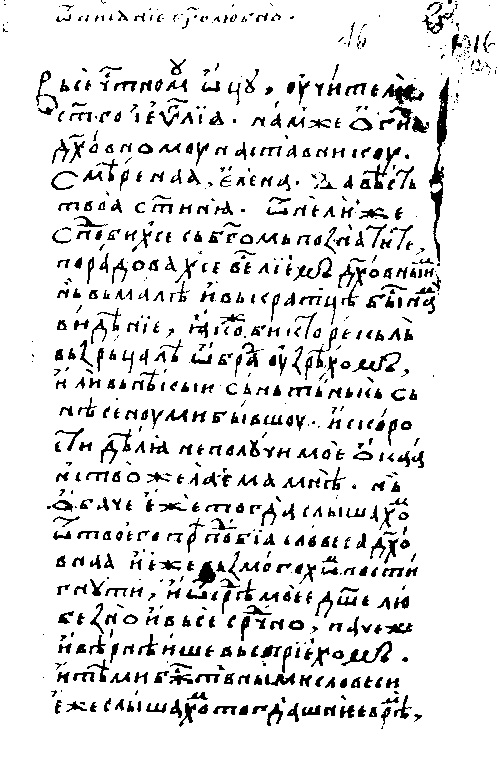
Перша сторінка Otpisanije bogoljubno.

Три послання, які Єлена написала своєму духовному пораднику, були включені до Горіцького збірника. Сьогодні лише один із них зберігається.
Єлена Лазаревия написала заповіт 25 листопада 1442 року. На основі тексту можна зробити висновок, що вона мала власну бібліотеку і що в 1441 році вона сказала своєму канцлерові Доберко Мариничу замовити обкладинку книги. Обкладинка книги була зроблена зі срібла та прикрашена зображенням Ісуса.
Спочатку вона реконструювала церкву Святого Георгія, побудовану Джуражем ІІ Балшичем на острові Бешка на Скадарському озері, а в 1439/1440 роках збудувала церкву Пресвятої Матері поруч з нею. 

### Смерть
Похована в західному склепі, біля південної стіни церкви. Єлена підтвердила свою вірність традиціям династії Неманичів та свого батька князя Лазаря в той період, коли вона змогла зробити політичний вибір між ісламом та войовничим католицизмом.
Рішенням «Митрополії Чорногорії і Приморського краю» в 2006 році Єлена Лазаревич отримала титул "Благовірна" і ім'я «Благовірна Єлена Лазарева Балшич».

## Спадщина
Єлену Бальшич хвалили сильну особистість, мабуть, схожу на свою матір, сербську принцесу Міліцю. Їй вдалося зберегти культурну спадщину Королівства Сербія, і її твори були високо оцінені.
Літературна премія «Єлена Балшич» була заснована в 2007 році «Митрополією Чорногорії і Приморського краю» і присуджується раз на два роки. Станом на 2013 рік його лауреатами стали Джордже Сладойє, Жарко Команін, Ранко Йовович та Слободан Ракітіч.

### Легенди
Деякі із збережених легенд про Єлену включають бджоли королеви Єлени (Пчеле краљице Јелене / Pčele kraljice Jelene), Рибний ставок королеви Єлени (Рибњак краљице Јелене / Ribnjak kraljice Jelene), Білий камінь (Виєлі кам / Білий кам) та Косарки королеви Єлени (Косци краљице Јелене / Kosci kraljice Jelene).